# دون كيهوتي دوفلامنغو
دون كيهوتي دوفلامنغو (باليابانية: ドンキホーテ・ドフラミンゴ) هو أحد شخصيات انمي ومانغا ون بيس، وأيضا هو كابتن قراصنة دون كيهوتي، وهو أحد التشيبوكاي السبعة سابقا قبل أن يهزم من لوفي ويتم حبسه في الامبل داون، وقد كانت مكافأته قبل ان يصبح تشيبوكاي 340.000.000  وهو وكيل في السوق السوداء تحت اسم الجوكر، وهو أيضا ملك دريسروزا بعد أن استولى على الحكم من ريكو دولدو III، ولكن تم فصله من المنصب بعد هزيمته من لوفي، أيضا قد اعتقل طاقمه من قبل الإدميرال فوجيتورا، ويعتبر دوفلامنغو الخصم الرئيسي في احداث دريسروزا وأحد الخصوم المهمين في احداث تحالف القراصنة ومن اقوى شخصيات ون بيس وهو أيضاً صاحب مصنع السمايل الذي يصنع فواكة شيطان اصطناعية.

## البطاقة الشخصية
الاسم باليابانية: ド ン キ ホ ー テ · ド フ ラ ミ ン ゴ
الاسم بالإنجليزية: Don Quixote Doflamingo
الاسم بالعربية: دون كيهوتي دوفلامنغو
الانتمائات: قراصنة دون كيهوتي، التشيبوكاي (سابقا)، دريسروزا (سابقا)، السوق السوداء
المهنة: قرصان، تنين سماوي (سابقا)، تشيبوكاي (سابقا)، وكيل في السوق السوداء
الإقامة: ماريجوس (سابقا)، دريسروزا (سابقا)
اللقب: الشيطان السماوي، السيد اليافع
الاسم المستعار: الجوكر
العمر: 41 سنة، 39 سنة (قبل عامين)
الطول: 305 سم
المكافأة: 340.000.000  (سابقا)
فاكهة الشيطان: إيتو إيتو نومي
معناها: الخيوط
نوعها: باراميسيا

## نبذة عنه
دوفلامنغو شخص طويل جدا لدرجة كبيرة حيث طوله يبلغ 305 سم (وهو أطول من الاإدميرال السابق كوزان)، شعره أشقر ووجهه جاحد قليلا، وهو حنطاوي البشرة مع عضلات في جسده، وأيضا هو يمثل حيوان طائر الفلامنغو في موضوع الحيوانات حول شخصيات ون بيس، وهو يهتم بمظهره، وما يميزه هو معطف الريش الطويل الذي يرتديه دائما وهو معطف ريشي لونه وردي فاتح، ويرتدي دائما نظارات لونها ابيض مع عدسات ذات لون ارجواني وقد تبين انه يرتدي نظارات منذ الصغر، وقد ارتدى دوفلامنغو في حرب القمة قميص ابيض قصير مفتوحة بعض ازراره وسروال قصير لونه برتقالي وكان يرتدي معطفه، أما بعد سنتين ارتدى قميص ابيض قصير مفتوح تماما مع سروال قصير لونه احمر ارجواني وفيه خيوط خضراء اللون وقد كان يضع معطفه على كتفيه بدلا من ارتدائه، وأيضا دوفلامنغو دائما ما يكون مبتسم، وقد كان يرتدي ملابس السجناء عند اعتقاله واخذه إلى الامبل داون، وعندما كان في سن السابع شعر كان شعره كثيف وطويل قليلا.
دوفلامنغو هو شخص هادئ ويتحدث بصوت منخفظ وببطئ، وأيضا هو متعجرف وفخور بنفسه ولديه ضحكة خاصة وهي «فوهفوهفوهفوهفوهفو»، وأيضا قبل عامين لم يظهر دوفلامنغو أي خوف أو شك خصوصا ان دوره لم يكن مهما في النصف الأول من السلسلة، لكنه قد تفاجئ عندما ظهر «لافيت» في اجتماع التشيبوكاي في ماريجوس لتحديد من سيأخذ منصب كروكوديل، ودوفلامنغو دائما يضحك ويبتسم، ويحب الجلوس على الاشياء مثل برميل أو كراسي وفي حرب المارينفورد جلس على كومة ضحايا وحين قام بقطع قدم أورز الصغير كان مبتسم أيضا، أما بعد سنتين فقد اظهر بعض القلل والحذر وأيضا قد اختفت ابتسامته مؤقتا عندما قام الإدميرال فوجيتورا بأستدعاء نيزك، وأيضا دوفلامنغو شخص يستخف ويسخر من خصومه احيانا حيث سخر من جيكو موريا الذي قررت الحكومة فصله من منصب التشيبوكاي لأنه ضعيف، وقد كان دوفلامنغو يدير بيت المزاد العلني للعبيد في ارخبيل شابوندي لكنه لم يكن متواجد هناك وعندما اتصل به مدير المزاد قال له دوفلامنغو بان تجارة العبيد أصبحت قدمية، أيضا دوفلامنغو شخص يكره الضعف والضعفاء ويحب القوة ويعتقد بأن الاقوياء هم من يحكموا ومقولته عن الضعف، لا يحق للضعفاء اختيار طريقتهم في الموت، حيث أنه عاقب بيلامي بقسوة بعد أن جعل ساركيز يطعنه بسبب فشله، وأيضا عندما يغضب دوفلامنغو يظهر في جبهته بعض التجاعيد، ولديه عادة هي انه يقتل خصمه بواسطة مسدس بأخر ضربة قبل موت خصمه كما فعل ضد ترافلجار لاو، وأيضا قتل والده واخاه الأصغر سابقا، ويكره دوفلامنغو حاملي اسم ال«دي».

## علاقاته

### طاقمه
دوفلامنغو يحب طاقمه الخاص جدا ويقدرهم ويحترمهم، وأيضا هم يحترموه وينادونه دائما ب«السيد الشاب» أو ب«دوفي»، وأيضا تريبل أحد أعضاء طاقمه دائما ما يكون مرتاحا معه ولا يبدو انه يخاف منه (ليس لضعف دوفي أو شيء كهذا لكنه يحترمهم) وأيضا هو يحب دوفلامنغو ويناديه دائما ب«دوفي»
وأيضا بيكا يحب دوفلامنغو ودوفلامنغو يهتم به وهو لا يسخر أبدًا من صوت بيكا (الذي دائما ما يضحك الشخصيات)، ومونيت مخلصة جدا لدوفلامنغو وهو يثق بها حيث وضعها كي تراقب عمل «سيزار كلاون» في بانك هازارد، وقد كانت مونيت تظن بأن دوفلامنغو هو الشخص الذي سيصبح ملك القراصنة وقد ماتت من اجله، وأيضا ابدى دوفلامنغو عن اسفه وحزنه بسبب موتها من اجله 
وسيزار كلاون أحد أعضاء دوفلامنغو ولكنه ليس مخلصا جدا له فعلاقتهما ليست جيدة، أيضا قد ارسل دوفلامنغو مونيت كي تراقب عمل كلاون لأن دوفلامنغو لا يثق به تماما بسبب خداعه
ويعتبر دوفلامنغو بيبي 5 مثل اخته الصغرى رغم انها خادمة له، ويهتم بها كثيرا حيث أنه يقتل كل من يسخر منها أو يهينها رغم انها دائما ما تشمئز من تصرفاته، ولكنها أيضا مهتمة به ومخلصة له وتناديه ب«السيد اليافع» مثل بقية الطاقم

أما بالنسبة لفيرغو فهو اقوى قراصنة دوفلامنغو وأيضا يثق به دوفلانجو كثيرا وقد جعله الشخص الذي يتسلل لقوات البحرية ويتجسس عليهم لصالح دوفلامنغو، وأيضا فيرغو يثق بدوفلامنغو كثيرا وهو مخلص له وقد حاول قتل لاو من اجله.

### كايدو
دوفلامنغو مع سيزار كلاون يمدون اليونيكو كايدو بفواكه الشيطان الصناعية، وبسبب قوة كايدو الهائلة جدا والمرعبة فدوفلامنغو يخاف منه كثيرا حتى يخاف من اسمه فقط وإذا غضب فسيقتل دوفلامنغو فورا.

### كروكودايل
يبدو ان دوفلامنغو وكروكودايل يعرفان بعضها البعض جيدا في حين ان كروكودايل حاول قتل دوفلامنغو بسبب تطفله في عمله، لكن دوفلامنغو عرض على كروكودايل الشراكة معا حيث قام بالتصدي لجوزو لكن كروكودايل رفض العرض وهاجم دوفلامنغو لكنه تجنب الهجوم، وبعد فترة من الزمن قام دوفلامنغو بقطع رأس كروكودايل واخبره بأنه شعر بالغيرة لأنه فضل التحالف مع اللحية البيضاء، لكن عاد رأس كروكودايل ببساطة واخبره بانه لم يتحالف مع أحد فتصادم الاثنان ولم يفز أحد.

### جيكو موريا
تبين بان جيكو موريا ودوفلامنغو لديهما منافسة معا، حيث أن دوفلامنغو قام بقطع قدم أورز الصغير رغم علمه برغبة موريا بجثته كاملا، وبعد الحرب قام دوفلامنغو ومعه ست باسيفيشتا بمهاجمة موريا من الخلف وقد ضحك دوفلامنغو على موريا لأنه اضعف شيشيبوكاي وعندما سال موريا عن من أمر بقتله إذا كان سينجوكو لم لا واجابه دوفلامنغو ب«لا بالشخص اعلى رتبة».

### بقية الشيشيبوكاي
بارثولوميو كوما، ميهوك وبوا هانكوك هؤلاء الثلاثة لا يحتكون بدوفلامنغو كثيرا، لكن بالنسبة لميهوك فدوفلامنغو يبدو انه يحترمه لكونه اقوى سياف بالعالم، اما بالنسبة لكوما فدوفلامنغو لم يتحدث معه أبدًا سوى انهما قدما معا إلى ماريجوس في اجتماع الشيشيبوكاي، أيضا كان يعرف بأمر موت كوما وتحوله بالكامل إلى باسيفيشتا، وهانكوك لا يتحدث معها دوفلامنغو أبدًا.

## قوته وقدراته
دوفلامنغو هو كابتن قراصنة دون كيهوتي وكان يمتلك قوة كافية ليصبح أحد الشيشيبوكاي السبعة، وأيضا دوفلانجو هو أحد أكثر الاشخاص بالعالم ثرائا ولديه الكثير من النفوذ 
وبالنسبة لقوته البدنية فهو يملتك قوة بدنية عالية جدا حيث أنه تحمل ضربات لوفي، أيضا يمتلك سرعة جيدة ويمتلك خفة حركة ورشاقة عالية جدا حيث أنه تمكن من الخروج من عاصفة كروكودايل الرملية سالما بعد أن تجنبها، وأيضا قام بتقطيع المباني في درسيروزا مثل الرانكايكو الخاص بكاكو (الذي قطع برج العدالة).

### فاكهة الشيطان
اكل دوفلامنغو من فاكهة إيتو إيتو نومي من نوع الباراميسيا والتي تمكنه بالتحكم بالاجساد، حيث أنه يتلاعب بالناس مثل الدمى بواسطة اصابعه، وهو قادر على التحكم بأكثر من شخص بسهولة، وأيضا يمكنه منع الشخص من التحرك كما فعل بجوزو الإلماس، ويمكن لدوفلامنغو استخدام الخيوط لقطع أي شيء يريده كما فعل عندما قطع الاسلحة، وعندما قطع قدم اورز الصغير بسهولة شديدة، وأيضا قطع رأس كروكودايل لكنه عاد بسرعة بفضل قدرة اللوجيا (أيضا لم يستخدم دوفلامنغو هاكي التسليح) أيضا عندما استدعى الادميرال فوجيتورا نيزك قطعه إلى شرائح صغيرة، وأيضا قادر على صناعة نسخة لنفسه من الخيوط، وأيضا يمكن لدوفلامنغو ان يطير بواسطة تعليق الخيوط بالغيوم، ونقطة ضعفه في دريسروزا انه لا توجد غيوم لذالك لا يمكنه الطيران في درسيروزا، وأيضا يمكن لدوفلامنغو ان يربط اعضائه الداخلية بواسطة الخيوط إذا تضرر لكنها لسيت علاج تام، ودوفلامنغو محترف جدا بفاكهته وبارع بها لدرجة كبيرة جدا وهو قوي جدا
ويمتلك دوفلامنغو نوعان من الهاكي وهما هاكي التسليح والهاكي الملكي، وقد ظهرت قدرته على استخدام الهاكي أول مرة ضد عناصر قوات الجي 5 حيث قام بمهاجة كابتنهم سموكر والتأثير عليه رغم انه مستخدم لفاكهة شيطان من نوع اللوجيا، وأيضا استخدم الهاكي الملكي ضد جنود الجي 5 أيضا عندما اسقطهم جميعا بسهولة، وأيضا هاكيه قوي للتصدي لضربة مونكي دي لوفي لكن ليس تماما، ويعبتر دوفلامنغو أحد اقوى شخصيات ون بيس نظرا لقدرته الهائلة.

## معاركه
- دون كيهوتي دوفلامنغو ضد دون كيهوتي روسنايتي (ذكريات)

النتيجة: فوز دوفلامنغو وموت روسنايتي
- قوات البحرية والشيشيبوكاي ضد قراصنة اللحية البيضاء وحلفائهم

النتيجة: فوز البحرية والشيشيبوكاي مع دمار المارينفورد
- دوفلامنغو، بارثولوميو كوما وجيكو موريا ضد أروز الصغير

النيتجة: فوز دوفلامنغو، كوما وموريا واصابة خطيرة لأورز
- دوفلامنغو ضد آتومس

النتيجة: فوز دوفلامنغو بسهولة
- دوفلامنغو ضد كروكودايل ضد جوزو

النيتجة: اصابة جوزو ونجاة دوفلامنغو من العاصفة الرملية
- دوفلامنغو ضد كروكودايل

النتيجة: لم يفز أحد منهما
- دوفلامنغو مع الباسيفيشتا ضد جيكو موريا

النتيجة: فوز دوفلامنغو والباسيفيشتا واختفاء موريا
- دوفلامنغو ضد بيبي 5

النتيجة: فوز دوفلامنغو
- دوفلامنغو ضد قوات البحرية من الجي 5

النتيجة: فوز دوفلامنغو بسهولة
- دوفلامنغو ضد سموكر

النتيجة: فوز دوفلامنغو واصابة سموكر وتدخل كوزان
- دوفلامنغو ضد كوزان

النتيجة: تجمد دوفلامنغو، وكسره للثلج
- دوفلامنغو وفوجيتورا ضد ترافلجار لاو

النتيجة: فوز دوفلامنغو وفوجيتورا
- دوفلامنغو ضد كينمون

النتيجة: فوز دوفلامنغو
- دوفلامنغو ضد كيروس

النتيجة: فوز دوفلامنغو
- دوفلامنغو ضد مونكي دي لوفي

النتيجة: فوز دوفلامنغو
- دوفلامنغو ضد مصارعي كوريدا الكولوسيوم

النتيجة: فوز دوفلامنغو
- دوفلامنغو ضد ريبيكا وفيولا

النتيجة: فوز دوفلامنغو بسهولة
- دوفلامنغو ضد مونكي دي لوفي

النتيجة: فوز لوفي بصعوبة

## الأختلافات في الانمي والمانغا
في المانغا، خلال اجتماع الشيشيبوكاي في ماريجوس لاحظ ضابط البحرية تسورو افعال دوفلامنغو، في الانمي لاحضه موزامبيا

في المانجا عندما أعلن سينجوكو عن كون مونكي دي دراغون هو والد مونكي دي لوفي قال دوفلامنغو بانه قد عرف سبب وجود إيفانكوف مع لوفي، في الانمي لم يقل شيء.

## في وقت مبكر منون بيس
تبين بان دوفلامنغو كان من المفترض ان يكون مغني راب وأيضا كان يجب أن يكون اصغر سنًا مما هو عليه.

## هوامش
المظهر الجسدي لدوفلامنغو يشبه المغني الفرنسي الشهير مايكل مولناريف
كان شعار دوفلامنغو هو أول شعار مبتسم يظهر في السلسلة
لقبه أو اسم عائلته «دون كيهوتي» هو اسم الشخصية الرئيسية في رواية إسبانية، أيضا اسم فلامينغو هو الطائر الذي يشبه سترة دوفلامنغو الزهيرة ذات الريش
في الاستطلاع الخامس لليابان لأكثر شخصية شعبية في ون بيس، حصل دوفلامنغو على المرتبة 17، مما يجعله ثالث أكثر شيشيبوكاي شعبية، وأيضا ثاني أكثر خصم شعبية
دوفلامنغو هو الخصم الثاني (الأول كان سيزار كلاون) الذي يمتلك موسيقى خاصة به (ظهرت في الذكريات)
يشارك دوفلامنغو بعض الصفات مع كروكودايل ومنها:
- كل منهما كان شيشيبوكاي اعتقل بعد هزيمته من لوفي واخذ إلى الامبل داون وهو فاقد الوعي
- كل منهما كان يقود منظمة سرية إجرايمة تحوي العديد من اكلي فاكهة الشيطان
- كل منهما كان يقود منظمة تستهدف بلد معينة ادت إلى تدهور البلد (كروكودايل آلباستا، دوفلامنغو دريسروزا)
- كان كروكودايل هو الخضم الرئيسي في قصة (ساغا الباروك وركس)، ودوفلامنغو الخصم الرئيسي في قصة (تحالف القراصنة)
- كلاهما محترف في استخدام فاكهة الشيطان الخاصة به وقادر على اتلاف البيئة من حوله
- كلاهما يرتدي معطف طويل على كتفيه
- كلاهما كان حاضرا في اعدام ملك القراصنة غولد روجر
- كلاهما كان يستهدف السيطرة على بلد (في حين نجح دوفلامنغو ومن ثم طرد) حيث يتهما الملك بجرائم لم يفعلها كي يكرهه الشعب، ويظهران على انهما ابطال
- كلاهما قد حصل على كره شديد من إميرة البلاد ورغبة الاميرة في قتله (فيفي كروكودايل، ريبيكا دوفلامنغو)
- كلاهما يتصرف ضد اتباعه الفاشلون بقسوة ورغبة في قتلهم (كروكودايل كما فعل بمستر 3، دوفلامنغو كما فعل ببيلامي)
- كلاهما كان يحاول السيطرة على بلد معين ومن ثم فشل
- كلاهما عندما هزم من لوفي أحدث اضرار كبيرة (كروكودايل عندما حط الأرض وخرج منها، دوفلامنغو عندما دخل إلى الأرض)

يشارك دوفلامنغو بعض الصفات مع إينيل ومنها
- كلاهما يعتقد نفسه آلهة (حيث إينيل كان يظن نفسه آلهة بصورة مباشرة، بينما دوفلامنغو من التنانين السماوية الذين يعتقدون نفسهم آلهة)
- كلاهما تعرض لضربة مجهزة اثرت على اعضائهم الداخيلة (وايبر أستخدم صدفة ريجوكت مع حذائه المصنوع من حجر الكايروسيكي لكي يمنع إينيل لاستخدام قدرة فاكهة غورو غورو نومي ومن ثم اصابه، وأستخدم ترافلجار لاو سكين غاما كي يصيب أعضاء دوفلامنغو الداخيلة)
- كلاهما دمر المكان الذي كان يتواجد فيه بواسطة قدرة فاكهة الشيطان رغم ان تدمير إينيل كان خارق جدا (إينيل قام يتدمير سكايبيا بواسطة السواعق المدمرة، ودوفلامنغو قام بتقطيع المباني بدرسيروزا)

النظارات الخاصة بدوفلامنغو انكسرت عندما هزمه لوفي لكنها لم تسقط تماما مثل نظارات كابتن كورو حيث انكسرت ولم تسقط
دوفلامنغو هو ثاني شخص من نبلاء العالم (على الرغم من انه نبيل سابق) يلكمه لوفي ويفقده الوعي حيث كان الأول سانت تشارلوس